# شاهزادگان در برج

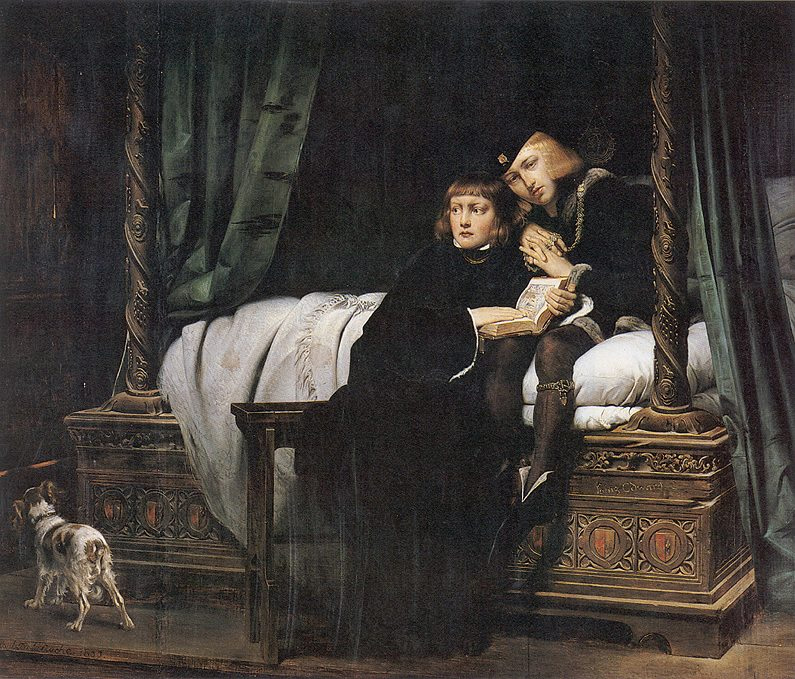
شاهزاده ادوارد و برادر کوچکترش ریچارد دوک یورک، محبوس در برج لندن. پرتره‌ای از نقاش مشهور قرن نوزدهم پل دلاروش

شاهزادگان در برج (انگلیسی: Princes in the Tower) عنوانی است که اغلب برای اشاره به ادوارد پنجم و ریچارد شروزبری، دوک یورک از آن استفاده می‌شود. این دو برادر تنها پسران بازمانده ادوارد چهارم و الیزابت وودویل تا زمان مرگ پدرشان در ۱۴۸۳ بودند، ادوارد و ریچارد هنگامی که ۱۲ و ۹ ساله بودند در برج لندن توسط شخصی محبوس شدند که عنوان قَیم و نیابت سلطنت را یدک می‌کشید و او کسی نبود به جز عموی خودشان ریچارد، دوک گلاستر.
عنوان نیابت سلطنت، توسط برادر ریچارد، ادوارد چهارم و پدر دو شاهزاده به ریچارد داده شده بود و به منزله پیش‌زمینه‌ای در جهت فراهم سازی تاجگذاری آینده شاهزاده ادوارد پنجم بود. با همه این احوال، قبل از تاجگذاری ولیعهد جوان، مشروعیت او و برادرش از جانب ریچارد مورد مناقشه قرار گرفت و دوک گلاستر، تحت عنوان ریچارد سوم پادشاه کشور انگلستان گردید. پسران محبوس به گونه‌ای رازآلود که هیچگاه کشف نشد ناپدید شدند. چندین منبع حاکی از آن است که شایعاتی دربارهٔ مرگ شاهزادگان در همان هنگام ناپدیدشدن وجود داشته‌است و این اخباری بود که به فرانسه نیز سرایت کرد. در ژانویه ۱۴۸۴ گیوم دو روشفو، وزیر اعظم فرانسه از فرماندهان ایالتی خواست تا پیگیر وضعیت و سرنوشت شاهزادگان شوند چرا که پادشاه وقت فرانسه، شارل هشتم هم کودک خردسالی بیش نبود و فقط ۱۳ سال سن داشت.

## نگارخانه

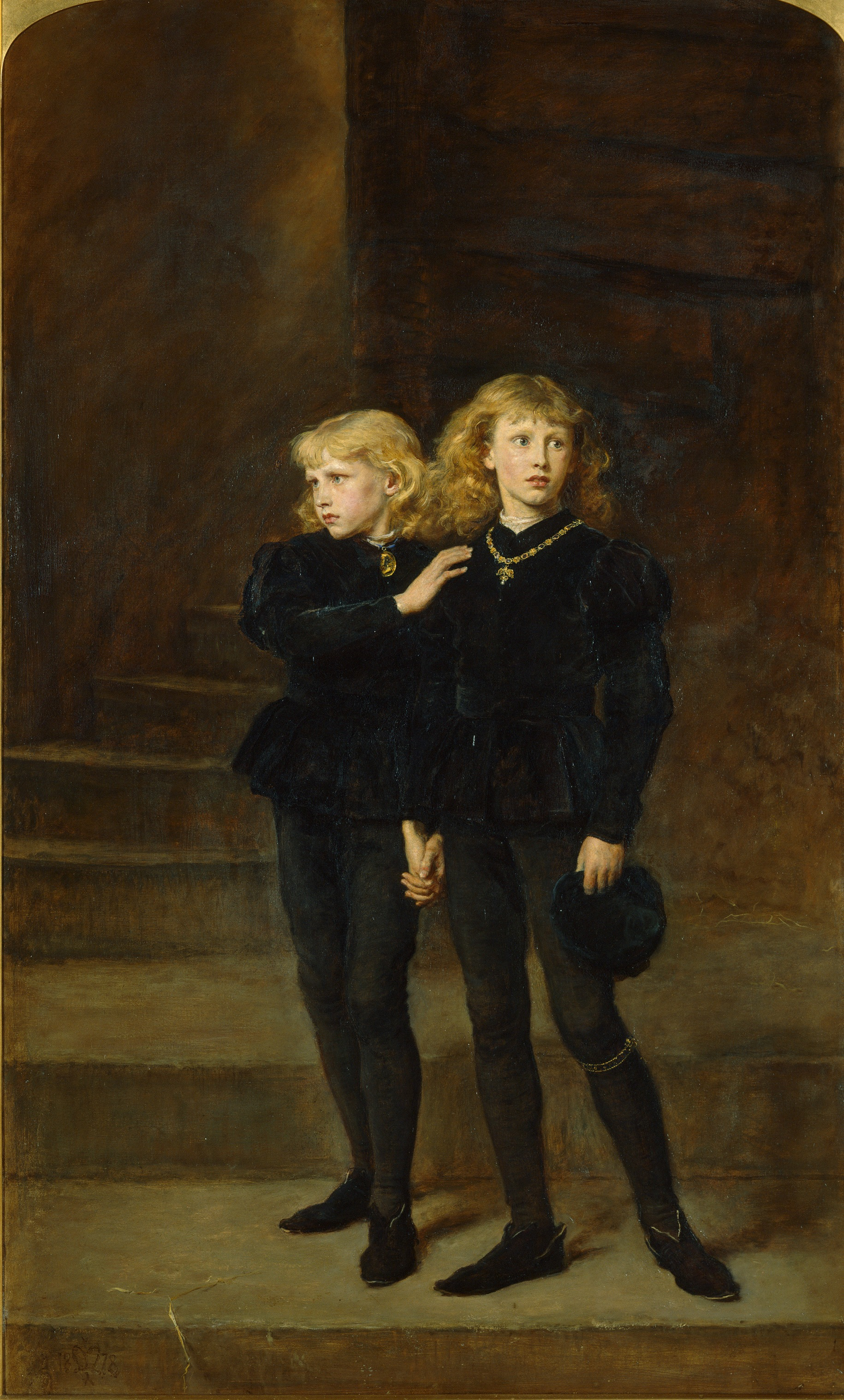
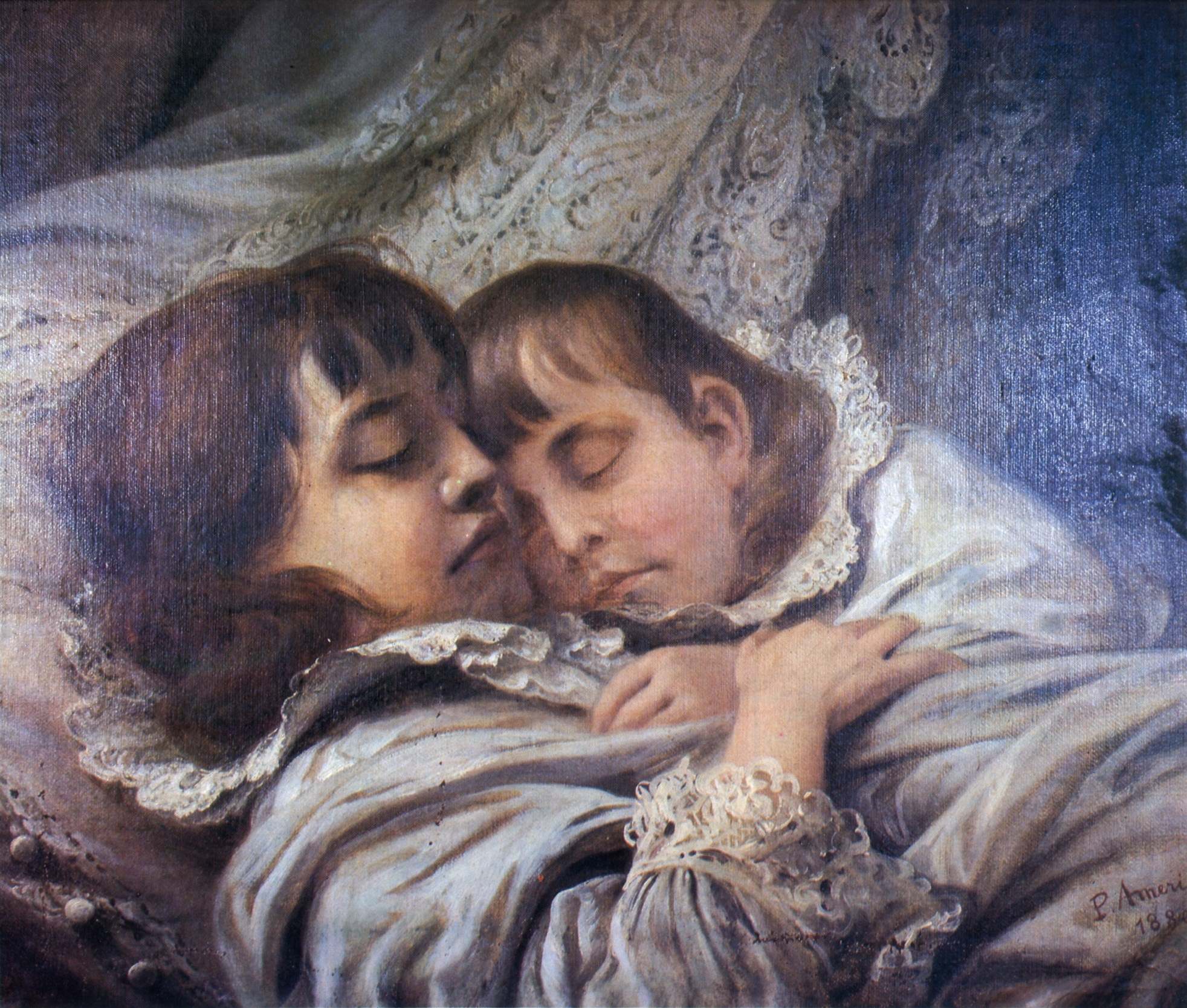